# Ужо (озеро, Локнянский район)
Ужо — озеро в Миритиницкой волости Локнянского района Псковской области.
Площадь — 7,52 км² (752,0 га; с островами — 7,73 км² или 773,0 га). Максимальная глубина — 10,2 м, средняя глубина — 5,1 м.
На берегу озера расположены деревни: Вережье, Кривцы, Алексино, Зверинец, Понюшино.
Проточное. Относится к бассейну реки Пузна, притока реки Локня (бассейн Ловати).
Тип озера лещово-уклейный с ряпушкой. Массовые виды рыб: лещ, щука, ряпушка, плотва, окунь, уклея, красноперка, густера, линь, карась, налим, ерш, язь, пескарь, бычок-подкаменщик, вьюн, щиповка; широкопалый рак (единично).
Для озера характерны: в литорали — песок, заиленный песок, галька, камни, глина, в центре — ил, заиленный песок, камни, песок, в прибрежье — лес, луга, огороды.